# Козлучай (приток Аракса)
Козлучай (азерб. Qozluçay) — река в Азербайджане, левый приток Аракса. Протекает по территории Ходжавендского и Физулинского районов.

## География
Длина реки Козлучай — 28 км, площадь бассейна — 100 км². Река берёт начало со склонов Карабахского хребта, на высоте 1520 м. Козлучай — пересыхающая река, которая питаётся в основном дождевыми водами. Вода реки используется в орошении.

## Этимология
Название реки связано с обильным количеством ореховых (азерб. qoz) деревьев на территориях вокруг её русла.